# Carex krajinae
Carex krajinae är en halvgräsart som beskrevs av Karel Domin. Carex krajinae ingår i släktet starrar, och familjen halvgräs. Inga underarter finns listade i Catalogue of Life.